# Stimulans

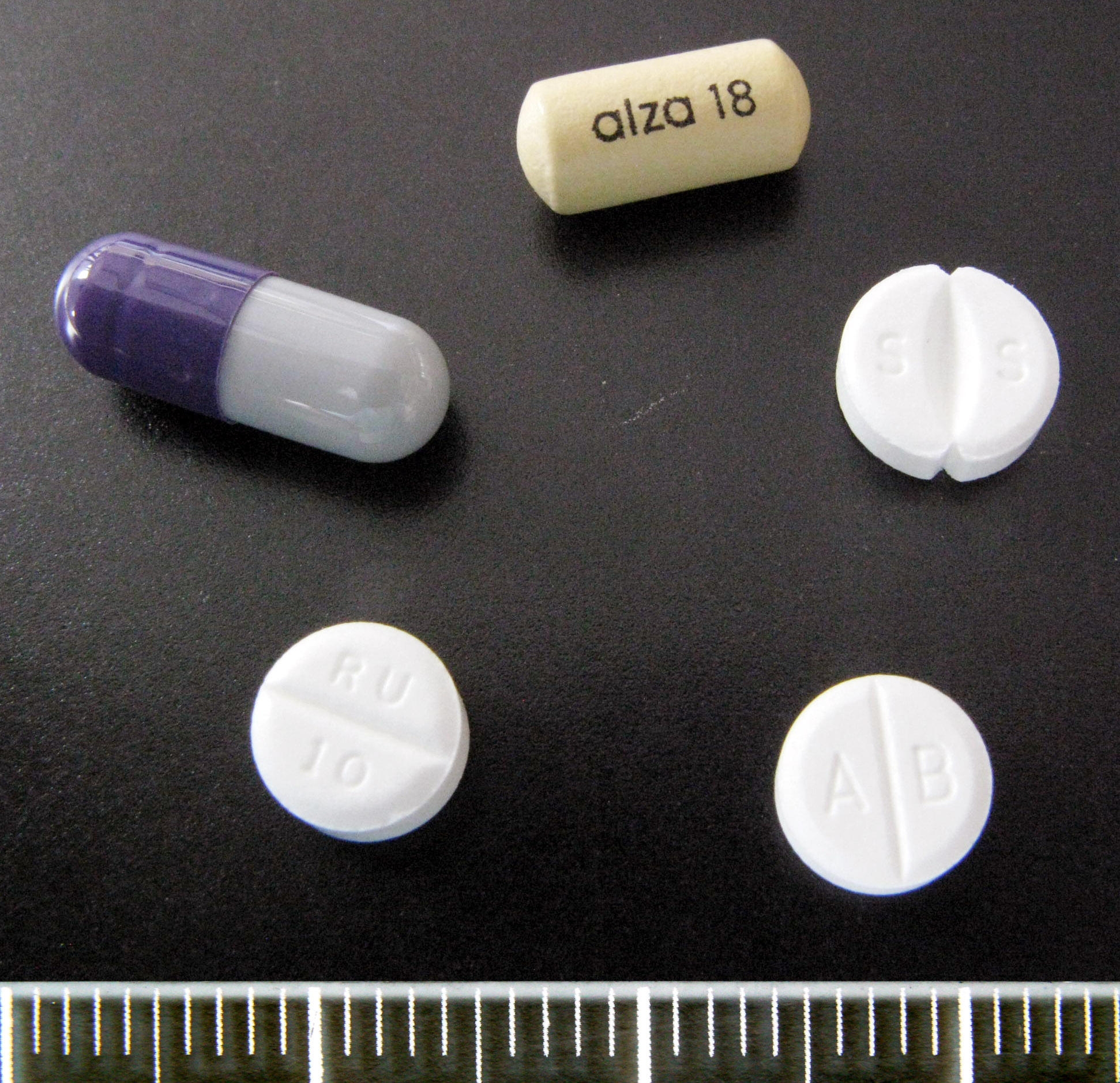
Methylphenidatpräparate verschiedener Hersteller

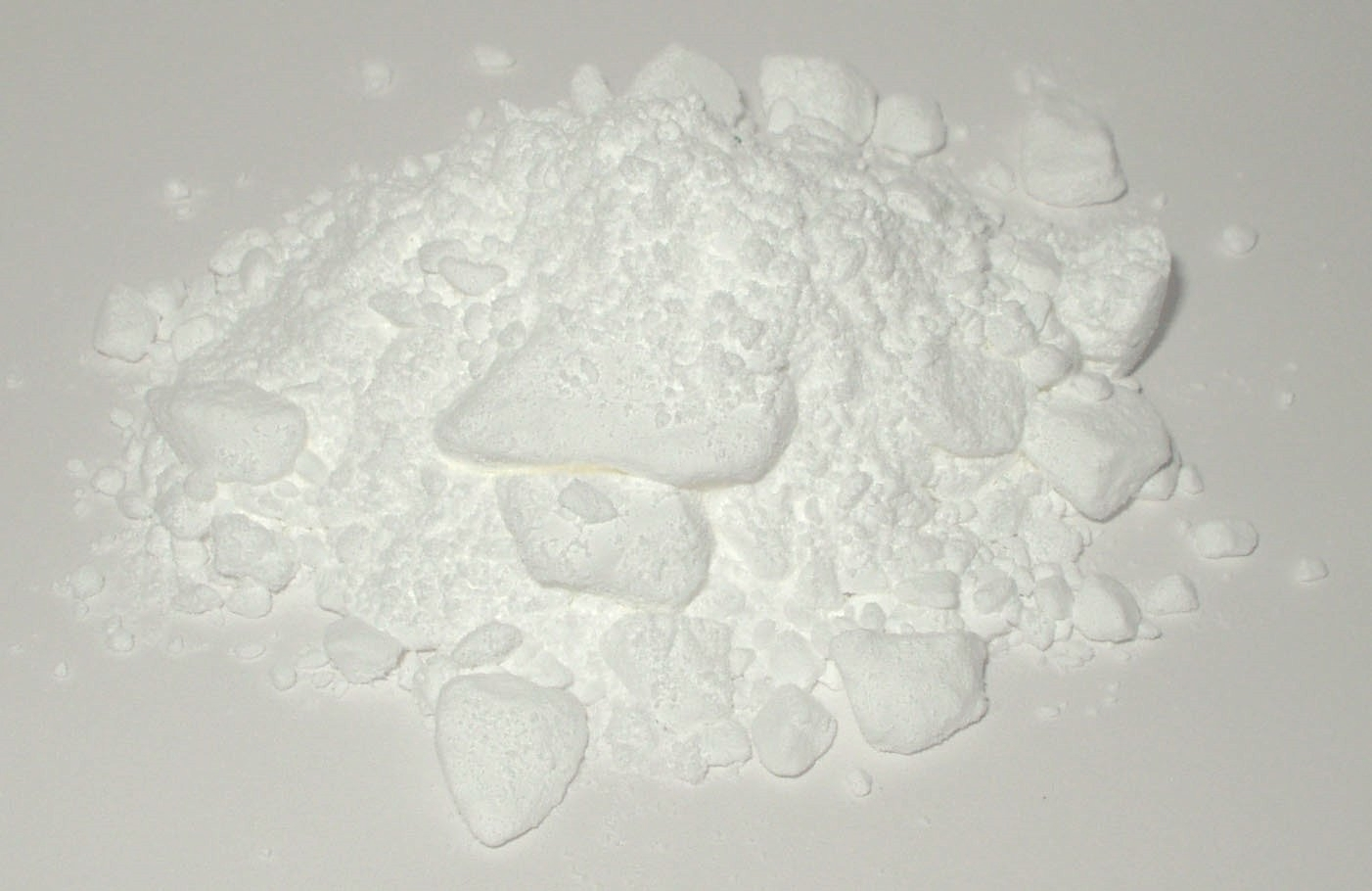
Coffein, die weltweit am häufigsten konsumierte psychoaktive Substanz

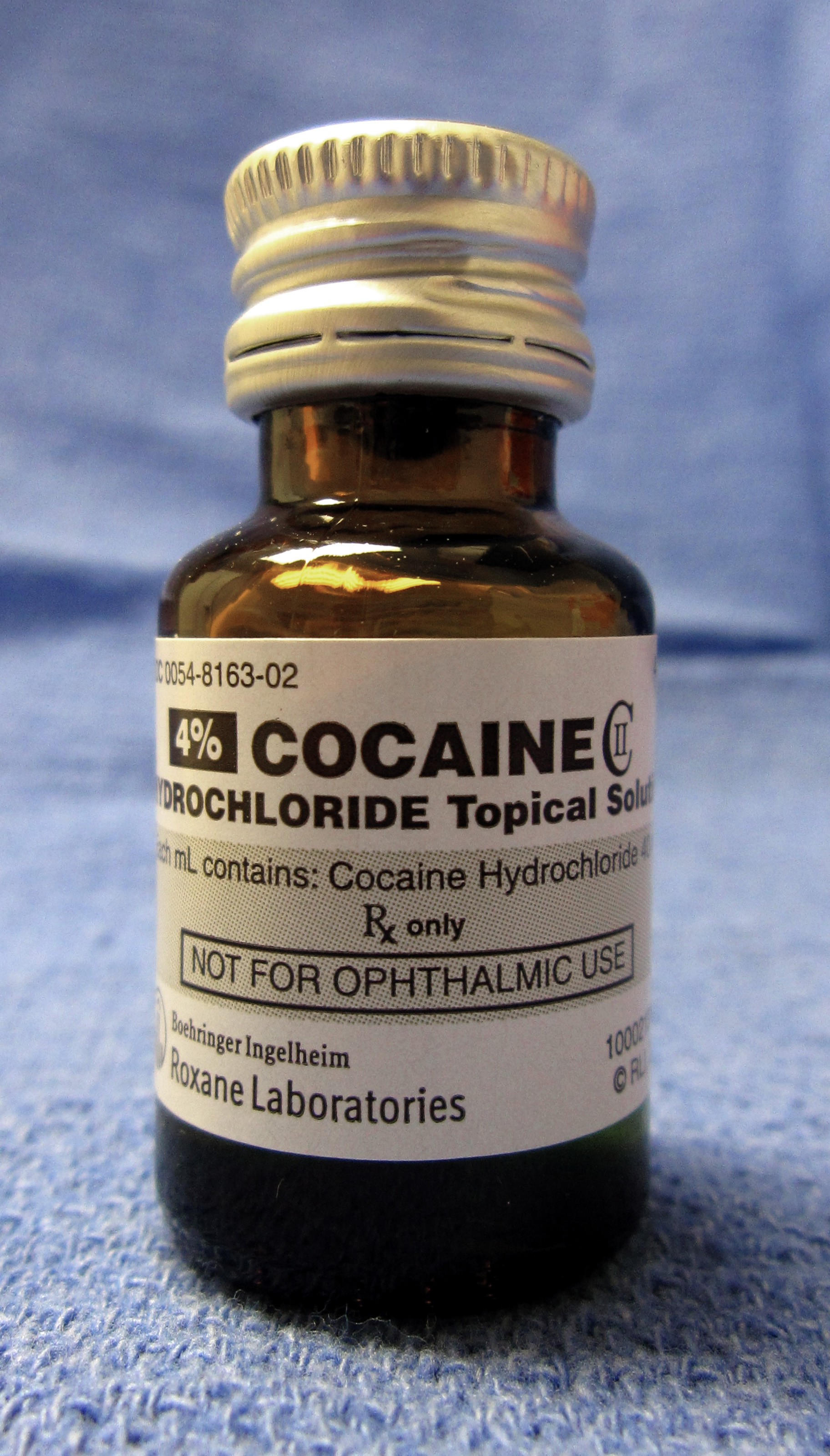
Kokain-Hydrochlorid für die medizinische Verwendung

Als Stimulans (Plural Stimulanzien und Stimulantia) wird eine psychotrope Substanz bezeichnet, die anregend (stimulierend) auf den Organismus wirkt. Der Begriff Stimulans leitet sich von lateinisch stimulare („anregen“) ab. Die Weltgesundheitsorganisation definiert Stimulanzien als Substanzen, welche die Aktivität der Nerven erhöhen, beschleunigen oder verbessern. Andere Bezeichnungen sind Psychotonika, Psychoanaleptika, Aufputschmittel oder englisch und umgangssprachlich Upper. Das Gegenteil dieser Substanzklasse sind die Beruhigungsmittel (Sedativa), englisch und umgangssprachlich Downer genannt.

## Verwendung

### Medizinisch
Stimulanzien vom Xanthintyp (Theophyllin) finden in der Lungenheilkunde zur Behandlung von Asthma, chronisch obstruktiver Lungenerkrankung (COPD) und Schlafapnoe Verwendung. Methylphenidat und Amphetamin werden zur Behandlung der Aufmerksamkeitsdefizit-/Hyperaktivitätsstörung und Narkolepsie eingesetzt, Modafinil bei Narkolepsie. Ephedrin wird bei Erkältungskrankheiten zum Abschwellen der Schleimhäute verwendet.

### Freizeitkonsum
Eine große Anzahl von Stimulanzien wie z. B. Amphetamin (Speed), MDMA (Ecstasy) und Methamphetamin (Crystal Meth) werden auch in der Party- und Drogenszene verwendet, meist zu Genusszwecken oder um einen Rausch herbeizuführen. Frei käufliche Drogen wie Kaffee, Tee und Tabak enthalten ebenfalls Stimulanzien und werden umfangreich konsumiert.

## Gefahren
Viele Stimulanzien haben bei missbräuchlicher Verwendung ein Abhängigkeitspotenzial, vor allem bei nicht-oraler Einnahme. Überdosierungen von Stimulanzien können je nach Substanz Bluthochdruck, Herzrasen, Schweißausbrüche und Übelkeit bewirken. Die psychischen Symptome schließen Erregung, Aggressivität, Selbstüberschätzung und Schlaflosigkeit ein. Bei Kokain und Amphetaminderivaten ist der Ausbruch von Psychosen möglich. Einige Appetitzügler gehören ebenfalls zu den Stimulanzien oder weisen ähnliche chemische Strukturen auf.

## Einteilung
Die Stimulanzien lassen sich wie folgt einteilen:

### Amphetamin-Derivate
- Amphetamin
- Amphetaminil
- Lisdexamfetamin
- Methamphetamin
- Ephedrin
- Pseudoephedrin
- Phentermin
- Sibutramin
- Fenetyllin
- Mesocarb
- Phenylpropanolamin (Norephedrin)
- Norpseudoephedrin (Cathin)

#### Cathinone(Untergruppe)
- Cathinon
- Diethylpropion (Amfepramon)
- 4-MEC
- Methcathinon
- Pyrovaleron
- Methylendioxypyrovaleron

#### Entaktogene(Untergruppe)
Dazu zählen Amphetamin-Derivate mit zusätzlich empathogener Wirkung:
- MDMA (Ecstasy)
- MBDB
- MDMC
- MDA
- MDE
- 4-Fluoramphetamin
- 4-Methylthioamphetamin
- Mephedron
- Pentedron

### Xanthine
- Coffein (enthalten in Kaffee und Tee)
- Theophyllin
- Theobromin

### Piperazin-Derivate
- Benzylpiperazin (BZP)
- Methylendioxybenzylpiperazin (MDBP)
- Meta-Chlorphenylpiperazin (m-CPP)
- Trifluormethylphenylpiperazin (TFMPP)

### Piperidine
- Methylphenidat
- Desoxypipradrol

### Oxazolidinone
- Pemolin

### Benzhydrylsulfinyle
- Modafinil und Armodafinil
- Adrafinil

### Diverse Substanzen
- Kokain
- Nikotin (enthalten in Tabak)
- Mazindol
- Phthalimidopropiophenon